# Ismate y Chilapilla 2.ª Sección
Ismate y Chilapilla 2.ª Sección es una localidad del municipio de Centro ubicado en la subregión centro del estado mexicano de Tabasco.

## Geografía
La localidad de Ismate y Chilapilla 2.ª Sección se sitúa en las coordenadas geográficas 18°01′37″N 92°39′02″O / 18.026944, -92.650556, a una elevación de -5 metros sobre el nivel del mar.

## Demografía
Según el Conteo de Población y Vivienda 2020, efectuado por el Instituto Nacional de Estadística y Geografía, la localidad de Ismate y Chilapilla 2.ª Sección tiene 161 habitantes, de los cuales 85 son del sexo masculino y 76 del sexo femenino. Su tasa de fecundidad es de 2.59 hijos por mujer y tiene 49 viviendas particulares habitadas.
| Gráfica de evolución demográfica de Ismate y Chilapilla 2.ª Sección entre 1990 y 2020 |
|                                                                                       |
| INEGI.                                                                                |